# Hemicythere brunnea
Hemicythere brunnea is een mosselkreeftjessoort uit de familie van de Hemicytheridae. De wetenschappelijke naam van de soort is voor het eerst geldig gepubliceerd in 1898 door Brady.